# Pokémon Platinum
Pokémon Platinum Version (яп. ポケットモンスタープラチナ покэтто монсута: пуратина, «Покемон: Платиновая версия») — японская ролевая игра, разработанная студией Game Freak и изданная совместно Nintendo и The Pokémon Company на портативной игровой консоли Nintendo DS. Platinum является дополненным ремейком игр Diamond и Pearl. Игра вышла 13 сентября 2008 года в Японии, 22 марта 2009 года в США, 22 мая 2009 года в Европе и 14 мая 2009 года в Австралии. Pokémon Platinum — дополненная версия игр Pokémon Diamond и Pearl.
Игроку отводится роль молодого тренера покемонов, путешествующего по вымышленному региону Синно. Регион, впервые представленный в Diamond и Pearl, в Platinum связан с так называемым Искажённым миром — своего рода параллельным измерением, которое в общих чертах повторяет Синно, но его физические законы изменены. Геймплей игры сохранил традиционные для серии элементы.
Pokémon Platinum получил в основном положительные отзывы, а совокупный рейтинг игры на сайтах Metacritic и Game Rankings составляет 84 и 83,14 % соответственно. За дополнения и изменения по сравнению с оригиналом Platinum получил хорошие отзывы от IGN, Nintendo Power и GamePro, хотя было отмечено явное сходство обеих игр. IGN поставил игру на девятое место в списке лучших игр всех времён для Nintendo DS,а также номинировал её на титул лучшей ролевой игры для DS за 2009 год. В своё время Platinum была самой быстрораскупаемой игрой в Японии; к концу марта 2010 года было продано 7,06 миллионов экземпляров игры.

## Геймплей
В Pokémon Platinum  игрок управляет тренером покемонов, который путешествует по игровому миру, отображаемому сверху. Игровой процесс проходит в трёх режимах: путешествие персонажей по карте мира; бой между покемонами; манипуляции в игровом меню, где игрок просматривает свой инвентарь, организует команду покемонов и меняет настройки.
Когда игрок сталкивается с диким покемоном, или если начинается битва с другим тренером, игра переносится на экран боя. Игрок использует своих покемонов для сражений с другими покемонами. Бой проходит в пошаговом режиме. Во время боя можно приказать своему покемону использовать ту или иную способность, сменить сражающегося покемона на другого, использовать предмет или попытаться убежать из боя (последнее нельзя сделать во время битвы с тренерами). После выполнения одного из действий ход переходит к противоположной стороне. Каждый покемон относится к какому-либо типу, например, к огненному, водному, электрическому и другим; иногда покемоны могут принадлежать сразу к двум типам, сочетая некоторые их особенности. Тип очень сильно влияет на ход боя, поскольку от типа зависит то, к каким атакам покемон устойчив или уязвим: например, у покемона огненного типа есть шансы на победу над более сильным покемоном, который относится к травяному или ледяному типу, но он сам, в свою очередь, будет уязвим для атак водных или каменных покемонов. У каждого покемона есть очки жизни; если они заканчиваются, то покемон теряет сознание и не может быть использован в бою, пока игрок его не вылечит. Если покемон игрока побеждает в бою, он получает очки опыта; набрав их определённое количество, он поднимается на новый уровень. При достижении определённого уровня многие покемоны могут эволюционировать — превращаться в свои более развитые формы. Также многие покемоны эволюционируют при выполнении других условий, например, при использовании определённого предмета или обмена данным покемоном с другим игроком. Иногда бывают бои, где сражаются по два покемона с каждой стороны.
Ловля покемонов — важная часть игрового процесса игр серии Pokémon. Во время боя с диким покемоном (покемонов других тренеров поймать нельзя) игрок может бросить в него покебол — карманное устройство в форме шара для переноски покемонов любых размеров. Если дикий покемон не вырывается из покебола, то он переходит в команду игрока, состоящую максимум из шести особей, или же, если у игрока в команде есть шесть покемонов, будет перемещён в специальное хранилище, откуда его можно будет в любой момент взять. Вероятность поимки зависит от нескольких факторов: от того, насколько силён данный дикий покемон, а также от значения коэффициента поимки данного покебола. Чтобы увеличить шанс на удачное срабатывание покебола, можно измотать дикого покемона (снизить количество его очков жизни, при этом не побеждая его) или использовать более дорогую разновидность покебола. Если игрок ловит покемона нового вида, то информация о нём попадает в Покедекс — электронную энциклопедию о покемонах. Эволюционировавшие (развитые) формы покемонов также считаются как вид, отличный от их предыдущих форм, поэтому некоторые виды покемонов можно получить только с помощью эволюции. Конечная цель игры — полностью заполнить данными Покедекс, то есть поймать, эволюционировать или выменять у других игроков все 493 вида покемонов, которые присутствуют в игре.

### Новые функции
В Platinum была добавлена новая зона, названная «Площадь Wi-Fi». В ней могут находиться одновременно до 20 игроков, для них предусмотрены различные мини-игры про покемонов. Был представлен Vs. Recorder — программа, позволяющая записывать бои в Крае битв или бои по Wi-Fi. В Platinum также была возвращена система GTS, предназначенная для анонимного обмена покемонами между игроками всего мира; игрокам из Японии приходят электронные письма, сообщающие об успешном обмене, а для игроков из других стран разработчики ограничились отправкой сообщений на Wii игрока. Для покемонов Шеймин, Гиратины и Ротома были добавлены новые формы, в которые они могли превращаться в процессе игры; были добавлены уникальные покемоны Артикуно, Запдос, Молтрес, Реджирок, Реджистил и Реджиайс, которые до этого долго не появлялись в играх серии. Был возвращён Край битв — особая зона, до этого представленная только в Pokémon Emerald.

## Сеттинг и сюжет
Действие Platinum происходит в вымышленном регионе Синно, внешне схожем с островом Хоккайдо в Японии. Синно отделён от других регионов во вселенной и выделяется среди них большими заснеженными горами (гора Коронет, являющаяся частью горного хребта, делит Синно пополам). Стартовыми покемонами региона являются покемон огненного типа Чимчар, водного — Пиплап, и травяного — Тортвиг. Синно расположен севернее остальных регионов: это единственный регион, в котором есть заснеженные дороги-«маршруты». Некоторые локации в Platinum, в отличие от своих оригиналов из  Diamond и Pearl, также покрыты снегом, а сами персонажи одеты по-зимнему. Кроме того, Синно примечателен и своими озёрами: три главных озера региона (Акьюити, Верити и Валор) образуют треугольник. По сравнению с Хоэнном, регионом из третьего поколения, в котором большинство маршрутов были водными, в Синно водой заняты лишь 30 % от площади региона. Под поверхностью Синно находится Подземелье Синно, гигантский лабиринт из пещер и тоннелей.
Сюжет Platinum практически полностью схож с сюжетом  Diamond и Pearl, за исключением некоторых нововведений. Были добавлены два новых героя: Шарон — учёный из Команды Галактика, и детектив, работающий под кодовым псевдонимом Лукер. Центральным покемоном в сюжете является Гиратина, аналогично тому, как сюжет  Diamond и Pearl был сконцентрирован вокруг Диалги и Палкии соответственно.

## История разработки

Искажённый мир, вдохновением для которого послужила концепция антивещества и эквивалентность массы и энергии

Pokémon Platinum был анонсирован 15 мая 2008 год, как расширенная версия Diamond и Pearl. По словам геймдизайнера Такэси Каватимару, разработчики сперва старались решить, какой именно контент из Diamond и Pearl стоит изменить. Директор разработки Дзюнъити Масуда пояснял, что хотя они и называли Diamond и Pearl «конечными версиями игр», старались сделать Platinum ещё лучше.
Изменённый дизайн Гиратины был одним из первых обнародованных аспектов новой игры. Новая форма Гиратины была детально проработана; дизайнер несколько раз перерисовывал внешний вид покемона, чтобы добиться различия с оригиналом из Diamond и Pearl. Конечный дизайн именовался «покемоном-антиматерией». Масуда объяснял разработчикам антиматерию как эквивалентность массы и энергии. Он также объяснил и «реверсированную гору Фудзияма», которую разработчики называли «отражённым Фудзи». То, что Каватимара не понимал вначале, позднее было включено им в игру. Искажённый мир был основан на этих идеях, описанных как «корневая концепция» игры. Включённые в игру Wi-Fi Plaza и Край Битв были призваны разнообразить систему взаимодействия между игроками. Разработчики хотели сделать для игроков возможность связываться с друзьями или родственниками более простыми способами, и по их мнению, благодаря Краю Битв им это удалось.
Разработчики решили назвать версию «платиновой», так как по их мнению, «алмаз» отражает значение любви, а «жемчуг» — счастья. Они хотели подобрать название, олицетворяющее «красоту», а платина «отличается от алмаза, от драгоценных камней, от жемчуга, являющегося порождением природы, она сияет, она красива». Новая история была написана для того, чтобы показать Гиратину более весёлым покемоном, более интересным и крутым. Чтобы сделать этого покемона «более привлекательным», специально для него была добавлена целая новая локация. Хотя в Diamond и Pearl у лидеров стадионов были покемоны, на которых лидер не специализировался, в Platinum все их покемоны были набраны только в рамках специализации лидеров.

### Релиз и продвижение
Японский релиз игры был назначен на август 2008 года; примерная дата выхода игры в других регионах названа не была. Однако в Японии игра поступила в продаже только 13 сентября того же года, 22 марта 2009 года она начала продаваться в Северной Америке, 14 мая в Австралии, и 22 мая — в Европе. Североамериканский релиз игры был отмечен на специальном празднике, организованным Nintendo в Нью-Йорке. В качестве бонуса для тех, кто оформил презварительный заказ на игру в США, Nintendo дарила фигурки Гиратины. В сети Toys "R" Us было предоставлено большое пространство для мерчендайза по игре, который включал в себя наборы с игрой Pokémon Trading Card Game, которые также назывались Platinum. Кроме того, в этой сети проводились акции, по которым можно было получить в игру уникальных покемонов.

## Отзывы и критика

### Пре-релизные отзывы
Редактор журнала GamePro МакКинли Нобл сказал, что ожидал английского релиза Platinum. Редактор сайта 1UP.com Кэт Бейли заявила, что фанаты не будут долго ждать, сказав также «как только вы попадаете в кроличью нору серии Pokémon, вы ещё долго не сможете вернуться наверх». Крейг Харрис с сайта IGN отметил, что «те, кто ищет в Platinum что-то кардинально новое, например, новый способ управления, будут разочарованы; управление остаётся „неуклюжим“. Однако для тех, кто играл в Diamond или Pearl, игра будет интересна из-за небольших нововведений и доступных покемонов». В другом превью Харрис упоминал, что обладателям Diamond и Pearl придётся сделать выбор, стоит ли платить за эти новые функции или нет, однако тем, кто ещё не играл, определённо стоит купить Platinum.

### Критические отзывы
| Сводный рейтинг    | Сводный рейтинг |
| Агрегатор          | Оценка          |
| ------------------ | --------------- |
| GameRankings       | 83,33 %         |
| Metacritic         | 84 %            |
| MobyRank           | 79/100          |
| Иноязычные издания |                 |
| Издание            | Оценка          |
| 1UP.com            | B+              |
| AllGame            | [ 17 ]          |
| Eurogamer          | 7/10            |
| Famitsu            | 36/40           |
| Game Informer      | 8,5/10          |
| GameSpot           | 8/10            |
| GameTrailers       | 8,1/10          |
| GameZone           | 7,8/10          |
| IGN                | 8,8/10          |
| Nintendo Power     | 9/10            |
| ONM                | 92 %            |

Pokémon Platinum получила множество положительных отзывов. Её оценка на порталах Metacritic и GameRankings составила 83/100 и 83,33 % соответственно. The Anglo-Celt назвал её цельной, забавной игрой для тех, кто ещё играет в Diamond и Pearl. МакКинли Нобл с GamePro назвал её великолепной игрой, назвав другие три версии игр основной линейки Pokémon «легковесными» в сравнении. Famitsu отдал должное Pokémon Platinum. Один из обозревателей отметил, что игроки «получили многое за свои деньги»; другой отметил, что игравшие в Diamond и Pearl не найдут её простой копией. Ещё один рецензент отмечал улучшенные функции, но в особенности хвалил геймплей. Однако четвёртому рецензенту не понравилось, что «ядром игры является Diamond/Pearl, поэтому заполнять Покедекс с нуля тяжело». Редактор Official Nintendo Magazine Крис Скаллион повторил слова Дзюнъити Масуды о «конечной версии», подразумевая, что имеется в виду обновленная версия Diamond и Pearl. Nintendo Power сказал, что «Platinum содержит в себе опыт всей серии, и даже больше».
Захария Миллер с сайта Nintendo World Report прокомментировал, что игроки, «которые угорели по Diamond и Pearl, не найдут повода сыграть в Platinum, однако именно Platinum — лучшая из когда-любо сделанных игр серии Pokémon». Редактор интернет-журнала Hardcore Gamer под ником Zippy, судя по сюжетной линии, боевой системе и опциям мультиплеера, отметил, что «на данный момент это лучшая портативная RPG». Games(TM) посчитал, что геймплей Platinum глубже, чем у «самой хардкорной MMO». Toastfarmer с австралийского сайта PALGN охарактеризовал игру как «жемчужину» среди игр для Nintendo DS, назвав её «глубокой, увлекательной и практически бесконечной». По мнению Роберта Воркмана, редактора сайта GameDaily, графика должна была измениться сильнее, однако «игра будет успешна и среди хардкорных фанатов, и среди новичков». Эдриан ден Оуден с сайта RPGamer отметил явное сходство новой игры с Diamond и Pearl, однако расширенный Покедекс должен сделать игру «гораздо более увлекательной». Сайт GameZone назвал Diamond и Pearl «великолепными», а Platinum «просто хорошей». Он добавил, что «Platinum обязателен к покупке только для тех, кто ещё не сыграл в Diamond или Pearl, но не для кого-то ещё».
Для тех, кто хочет сыграть в классическую ролевую игру для Nintendo DS, Дэн Пирсон с сайта Eurogamer рекомендует купить что-нибудь вроде Chrono Trigger, Dragon Quest IV или V, или ремейки игр серии Final Fantasy, а из серии Pokémon игрокам следует обратить внимание на Platinum. Рикардо Мадейра из европейского отделения Eurogamer сказал, что «наиболее законченной и отличающийся от двух предыдущих версии он ещё не видел». Крейг Харрис из IGN отметил, что хотя прогресс по сравнению с Diamond и Pearl у новой игры небольшой, её режим приключений и мультиплеерный режим были конкретизированы и расширены. Он посчитал, что введение в игру нового сезона разнообразит её геймплей. В статье IGN под названием «Cheers & Tears: DS RPGs», где был подробный обзор ролевых игр высокого и низкого качества, Platinum был отнесён к первой категории. По мнению авторов статьи, игра «набита разным содержимым под завязку», поэтому она подойдёт даже тем, кто до этого играл в Diamond и Pearl. В конечном счёте, IGN поставил Platinum наряду с Diamond и Pearl на девятое место в списке лучших игр для Nintendo DS. Кроме того, IGN номинировал Platinum на титул самой лучшей ролевой игры для Nintendo DS, а по выбору читателей игре достался статус лучшей многопользовательской игры для Nintendo DS.
Британское издание Games Master UK назвало игру «одной из самых полезных и значительных RPG вокруг», тогда как обозреватель NGamer UK Ричард Стэнтон назвал её «одной из лучших когда-либо созданных стратегий». Обозреватель RPG Fan Джон Такер посчитал, что игрокам в Diamond и Pearl новая игра будет интересна разве что своим расширенным многопользовательским режимом. Американский журнал Game Informer написал об игре так: «для тех, кто искал ролевую игру и не сыграл в Diamond или Pearl, новая игра абсолютно подходит». По мнению Джонатана Маркса, обозревателя сайта Cheat Code Central, «игроки будут проходить игру годами». Джастин Хайвальд с сайта 1UP.com назвал Platinum лучшей игрой серии Pokémon, хотя и подчеркнул, что она не очень отличается от Diamond и Pearl. GameTrailers пишет: "фанатам ролевых игр и серии Pokémon в частности новая игра должна понравиться, однако именно из-за таких игр, как Platinum, многие теряют интерес к серии. Обозреватель сайта GameSpot Шива Стелла отметила, что «игра не очень свежая, но таки это самое лучшее „специальное издание“ в серии». Редактор сайта Game Revolution Джо Додсон хотя и не счёл игру особо захватывающей, но назвал её «самым крупным и глубоким феноменом среди игр». Ассоциация CESA дала в 2009 году Platinum одну из девяти наград за выдающийся продукт.

### Продажи
Запуск Pokémon Platinum был отмечен ростом продаж приставки Nintendo DS. За первые три дня было продано более миллиона копий игры в Японии, что сделало игру самой быстро продающейся в регионе на тот момент. За вторую неделю релиза было продано 315 000 копий игры, тем самым за первые девять дней число продаж составило 1,3 миллиона. На следующей неделе Pokémon Platinum была второй по продажам игрой — 195 000 копий, а через неделю опять вернулась на первое место с 122 000 копий. По состоянию на 23 октября, Platinum была второй по объёму продаж игрой в течение недели; за это время было продано ещё 72 000 копий. К этому моменту общий объём продаж составлял уже 1,75 миллион картриджей. В начале декабря игра вернулась в список 20 самых продаваемых игр из-за отсутствия новых релизов. К 31 декабря 2008 года суммарные продажи Platinum в Японии составили уже 2,12 миллиона копий. К 12 февраля 2009 года Platinum была уже пятой в списке наиболее продаваемых игр, 9 июля этого же года уже второй, но 23 июля вернулась на пятое место. Из списка 10 самых продаваемых игр Platinum вышел в этом же месяце.
Ещё в месяц старта продаж в Северной Америке Platinum занял второе место в списке 10 самых продаваемых видеоигр, набрав 805 000 копий с 22 марта по 4 апреля. По состоянию на 26 марта 2009 года это была и вторая по объёму продаж игра для Nintendo DS, а к 9 апреля была уже первой. В течение апреля и мая она стабильно удерживала второе место. К 11 апреля она опустилась на четвёртое место в списке бестселлеров для DS. К 9 июля она была уже пятой, однако к 23 июля вернулась на третье место. Сайт MarketWatch отметил, что игра весьма неплохо раскупается в месяц, на который традиционно приходятся спады продаж. В итоге, в 2009 году Platinum была десятой по объёмам продаж в Северной Америке игрой, разойдясь тиражом 2 миллиона копий. В Великобритании Platinum был второй по продажам игрой для DS на момент 11 июня 2009 года. К 20 июня Platinum выбыл из списка бестселлеров в Великобритании. К 9 июля игра вновь была в списке и занимала второе место. К 23 июля она опустилась на четвёртое место.
В третьем квартале 2008 года Platinum был четвёртой по продажам игрой в мире, достигнув объёма в 1 482 000 копий. Через год объём продаж игры достиг двух миллионов. По состоянию на 7 мая 2009 года продажи игры в Северной Америке и PAL-регионе достигли 2,75 миллионов копий. К 14 августа этого же года мировые продажи игры достигли 5,66 миллионов экземпляров. 30 октября продажи игры составляли 6,39 миллиона копий, а 31 марта 2010 уже 7,06 миллионов.